# 培奥尼亚

皮翁尼亚的部落

德里西亚王国旁的皮翁尼亚

皮翁尼亚和马其顿王国

培奥尼亚，又译作皮奥尼亚（/piːˈoʊniə/）曾是一个位于巴尔干半岛的历史古国。对于它的边界历史记载不是很清晰，大体位于古马其顿王国以北，位置于当今的马其顿共和国境内，希腊的东北部的狭长区域，和保加利亚西南的一小部分。在史诗伊利亚特中记载，他们曾与特洛伊组成联盟。在后来的波希战争中，他们子民被迫流亡亚洲。
公元前335年－334年，马其顿的腓力二世在培奥尼亚阿吉国王（King Agi）死后，对其发起了军事行动，从而占领了其南部地区，并重新命名为「马其顿的皮翁尼亚」，这一区域包括斯特鲁米察、斯特纳、安提哥尼亚等等。
皮翁尼亚的原始准确边界，就像它的原住民早期历史一样，已经无从考证, 可是可以确认的是它的位置在古代马其顿王国的北部（与今希腊马其顿地区大致相当）在达尔达尼亚东南方向（与今科索沃相当）；在它的东面是色雷斯山脉，在西面则是伊利里亚人。皮翁尼亚被群山穿过，从达尔达尼亚分开，瓦尔达尔河（Vardar river）自斯庫皮（今斯科普里）地区流向Bylazora（今韋萊斯）山谷。皮翁尼亚大致相当于现在的马其顿共和国和希腊马其顿大区北部的狭长地带，与马其顿共和国接壤，还有保加利亚西南部的一小部分。

## 部落
皮翁尼亚的部落有：
- 阿格里尼斯人（英语：Agrianes）[10]，也有人称这个部落是色雷斯人。
- 阿尔摩比亚人（英语：Almopians）[11]
- 莱艾亚人（英语：Laeaeans）[10]
- 德隆尼斯人（英语：Derrones）[12]，也有人称这个部落是色雷斯人。
- 奥多曼提亚人（英语：Odomantes）[13]，也有人称这个部落是色雷斯人。[14]
- Paeoplae（英语：Paeoplae）[15]
- Doberes, Paeonians（英语：Doberes, Paeonians）[16]
- Siropaiones（英语：Siropaiones）[17]

## 起源

Paeonia as part of Epirus environs.

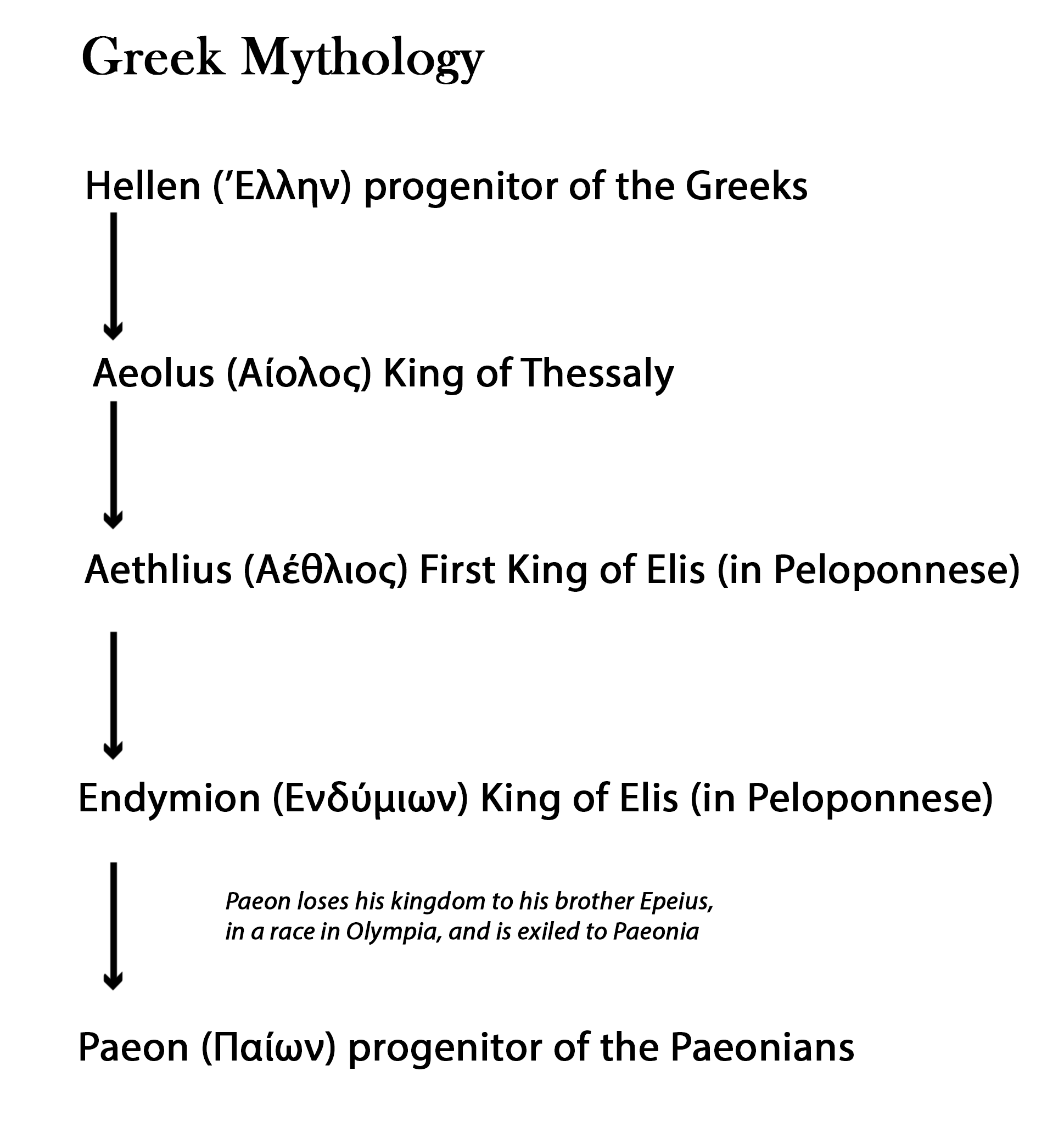
Paeon's myth

一些现代研究者认为皮翁尼亚人源自色雷斯人，或者是色雷斯和伊利里亚人融合而来。一些皮翁尼亚人的名字明显是希腊化的，尽管对于他们之间的联系知之甚少。语言学方面，仅有非常少的皮翁尼亚语词汇保存了下来，同它的邻近的语言——伊利里亚语和色雷斯语存在不同的联系。几支东方的皮翁尼亚部落，包括阿格里安人，显然在色雷斯人的影响范围之内。然而，根据民族传说，他们是从特洛伊来的特洛伊殖民者。荷马声称皮翁尼亚人来自瓦尔达尔河，同特洛伊人一起战斗，可是伊利亚特并没有提到皮翁尼亚人同特洛伊人有亲缘关系。荷马把皮翁尼亚人的首领称作皮里克米斯（出身不明）；在《伊利亚特》的第21卷，荷马提到了第二个首领，佩拉冈之子阿斯特罗派奥斯。
在大流士一世统治以前, 他们已经向东探索到色雷斯佩林托斯，航行在普罗庞提斯海上。曾经整个米哥多尼亚，连同克列司托尼亚，都属于他们。当薛西斯一世穿过哈尔基季基半岛前往塞尔马（后来称作萨洛尼卡），也就是说他的军队曾经经过了皮翁尼亚的领土。皮翁尼亚人占据了整个阿奇厄斯（Axios，瓦尔达尔河）山谷通往内地斯托比的路, 山谷的东面直通斯特鲁马河、阿斯提比周围的村庄以及同名河流，伴随着河流世代统治。厄玛西亚，大概是在阿利阿克蒙河和阿奇厄斯之间，曾经叫做皮翁尼亚；并且皮埃里亚和培拉贡尼亚都属于皮翁尼亚。由于马其顿势力的增长，在相邻的色雷斯人的压力下，他们的领土被大幅减少，在历史上被限制于马其顿北部，从伊利里亚到斯特拉蒙（Strymon）。
在希腊神话中, 皮翁尼亚人的族名源自皮翁，恩底弥翁之子。

## 皮翁尼亚王国
在早期, 主要城镇和王畿在贝拉索拉（今马其顿共和国韋萊斯）在瓦尔达（Vardar）；后来，迁都到了斯托比（近现代格拉兹科）。
前513年，大流士一世（521年－486年）把被征服的皮翁尼亚人编入波斯军队，在大量的准备工作以后，庞大的阿契美尼德军队入侵巴尔干半岛并且袭击位于欧洲游牧在多瑙河以北的西徐亚人。大流士的军队征服了几支色雷斯部落，以及黑海附近几乎所有部落。大流士一世让迈加比佐斯征服巴尔干。波斯军队征服了色雷斯沿海的希腊城邦，就像征服强大的皮翁尼亚一样。希波战争后的某个时期，皮翁尼亚的小邦合并成一个王国集中在中部和上游的瓦尔达尔河和斯特鲁马河，相当于今天马其顿共和国北部和保加利亚西部。他们联合伊利里亚人一起袭击马其顿王国的北方。海盗文化的伊利里亚人，封锁了海上的贸易路线。他们试图攻占马其顿北方，但是战败。前360－359年，南方的皮翁尼亚部落对马其顿发动突袭以支援伊利里亚人的入侵。
在佩尔狄卡斯三世死后，马其顿王室陷入混乱，可是他的兄弟腓力二世继承了王位，开始改革军队, 继续阻止伊利里亚人的入侵和皮翁尼亚人对马其顿边境的骚扰，腓力二世试图保卫马其顿的北部边境。前358年，他延续了佩尔狄卡斯的成功在一场胜利之后，进入了皮翁尼亚的领地。这使得皮翁尼亚王国（Agis (Paeonian)统治）变成了半自治国家,从属地位, 这导致了皮翁尼亚的一场缓慢而正式的希腊化, 在腓力二世统治时期, 皮翁尼亚开始发行像马其顿人那样的希腊神话的硬币。一支皮翁尼亚军队可能参加了亚历山大大帝的远征军。
在波斯入侵时候，斯特律蒙河下游的皮翁尼亚沦陷, 在他们的决心下保住了北部地区。皮翁尼亚王奥朵列昂的女儿是伊庇魯斯王皮洛士的妻子，并且亚历山大大帝想把妹妹庫娜涅嫁给蘭加羅斯，后者曾向腓力二世示忠。亚历山大大帝的母亲奧林匹亞絲是伊庇鲁斯部落莫洛西亚人的公主。一个友好的王朝延续了皮翁尼亚诸王的统治。

### 王

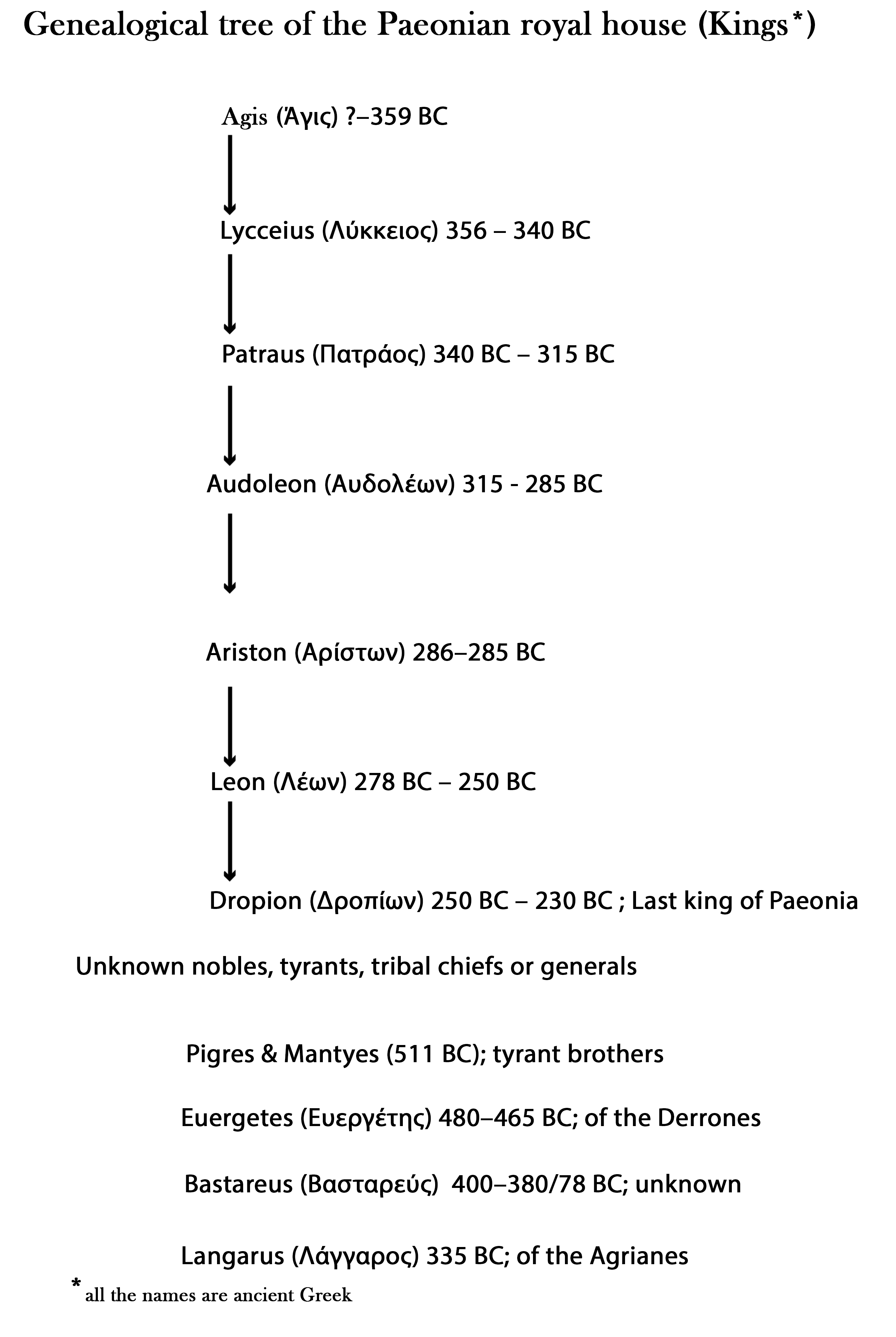
Kings of Paeonia

- Agis (Paeonian) ?–359 BC
- Lycceius（英语：Lycceius）[38]356–340 BC
- Patraus（英语：Patraus）[39]340–315 BC
- Audoleon（英语：Audoleon）[40]son of Patraus 315–285 BC
- Ariston of Paionia（英语：Ariston of Paionia）[41]286–285 BC son of Audoleon
- Leon of Paionia（英语：Leon of Paionia）[42]278–250 BC
- Dropion（英语：Dropion）[42]son of Leon 250–230 BC
- Bastareus（英语：Bastareus） ?–? BC

Main line
- Agis (Paeonian): founded the Paeonian kingdom; pretender to the Macedonian throne in a time of instability.[43]
- Lycceius（英语：Lycceius）: joined anti-Macedonian coalition with Grabos（英语：Grabos） and Thrace in 356 BC.[44]
- Patraus（英语：Patraus）: served as a general to Alexander the Great in 331 BC.[45]
- Audoleon（英语：Audoleon）: reduced to great straits by the Autariatae, but was succoured by Cassander.[46]
- Ariston of Paeonia（英语：Ariston of Paeonia）: loyal vassal of Macedonia in 286 BC; commanded a single squadron of Paeonians.[41]
- Leon of Paeonia（英语：Leon of Paeonia）: consolidated and restored lost lands after the Gallic Invasions in 280/279 BC.[42]
- Dropion（英语：Dropion）: last known Paeonian king in 230 BC, of a dwindling kingdom.[42]

Others
- Pigres of Paionia（英语：Pigres of Paionia）: one of the two tyrant brothers which in 511 BC persuaded Darius I to deport the coastal Paeonians to Asia.[47]
- Mantyes: one of the two tyrant brothers which in 511 BC persuaded Darius I to deport the coastal Paeonians to Asia.[47]
- Dokidan: of the Derrones; reigned during the 6th century BC.
- Dokim: of the Derrones; reigned during the 6th century BC.[48]
- Euergetes: of the Derrones; reigned c. 480–465 BC, known only from his coinage.[49]
- Teutaos: reigend from c. 450–435 BC; known only from his coinage.[50]
- Bastareus（英语：Bastareus）: reigned from c. 400–380/78 BC, known only from his coinage.[51]
- Teutamado: reigned from 378 to 359 BC, known only from his coinage.[52]
- Symnon: great ally of 腓力二世 (马其顿) from 348 to 336 BC.[53]
- Nicharchos: reigned from 335 to 323 BC; son of Symon.[53]
- 蘭加羅斯: of the Agrianes; invaded the territory of the Autariatae in 335 BC in coalition with Alexander the Great.[54]
- Dyplaios: of the Agrianes; reigend around 330 BC.[55]
- Didas: allied Philip V of Macedon with 4,000 warriors from 215 to 197 BC.[48]

### 外国统治者
阿契美尼德王朝
- 大流士一世: subjugated Paeonia in 511/2 BC.[27][56]
- 薛西斯一世: included Paeonians in vast Persian army of 481 BC, for the Invasion of Greece.[57]

色雷斯人
- Sitalces（英语：Sitalces）: included Agrianes and Laeaeans in his Macedonian campaign in 429 BC.[58]

## 文化
皮翁尼亚人包括几个独立部落，所有部落都在一个王的统治下团结起来。对他们的风俗习惯知之甚少。他们接受了狄俄倪索斯秘仪, 在他们中被称为Dyalus 或者Dryalus，希罗多德提到色雷斯人和皮翁尼亚女性向阿耳忒弥斯（或许是本迪斯）祭祀。 他们崇拜太阳，以圆盘中的极点为表现形式。阿特納奧斯的一段记载似乎显示了培奥尼亚语言和密细亚语言之间的亲缘关系。 他们饮用大麦啤酒以及由植物和草药混合的汤剂。这个国家盛产黄金和一种木头（或者石头,当接触水时会迸发火焰）被称作tanrivoc（或者tsarivos）。

## 衰落
前280年，布伦努斯带领的高卢人入侵并蹂躏了皮翁尼亚人的土地，达尔达尼部落也入侵了这片土地，皮翁尼亚人除了联合马其顿人以外别无选择。尽管他们共同御敌，然而，皮翁尼亚和马其顿人被击败了。皮翁尼亚再次统一，可是在前217年，马其顿王腓力五世（前220-前179年）德米特里二世之子吞并了皮翁尼亚，并分成了达萨雷提亚和皮翁尼亚两个地区。仅仅70年后（前168年），罗马军团征服了马其顿人，一个崭新的更大的行省将被建立。皮翁尼亚周围的Axios组成了新的马其顿行省。几个世纪后，在戴克里先领导下, 皮翁尼亚和佩拉宫尼亚组成了新的马其顿行省，属于伊利里亚大区。